# Australische Cricket-Nationalmannschaft in den West Indies in der Saison 2011/12
Die Tour der australischen Cricket-Nationalmannschaft in die West Indies in der Saison 2011/12 fand vom 16. März bis zum 27. April 2012 statt. Die internationale Cricket-Tour war Bestandteil der Internationalen Cricket-Saison 2011/12 und umfasste drei Tests, fünf ODIs und zwei Twenty20s. Australien gewann die Test-Serie 2–0, während die ODI-Serie 2–2 und die Twenty20-Serie 1–1 unentschieden endeten.

## Vorgeschichte
Die West Indies spielte zuvor eine Tour in Indien, Australien ein Drei-Nationenturnier. Die letzte Tour der beiden Mannschaften gegeneinander fand in der Saison 2009/10 in Australien statt.
Auf Grund politischer Einflussnahme der Regierung Guyana's wurde der geplante dritte Test in Georgetown nach Roseau vergeben.

## Stadien
Die folgenden Stadien wurden für die Tour als Austragungsort vorgesehen und am 16. November 2011 festgelegt.
| Stadt         | Land                           | Stadion                  | Kapazität | Spiele              |
| ------------- | ------------------------------ | ------------------------ | --------- | ------------------- |
| Bridgetown    | Barbados                       | Kensington Oval          | 31.000    | 1. Test; 2. T20     |
| Gros Islet    | Saint Lucia                    | Beausejour Stadium       | 20.000    | 4. – 5. ODI; 1. T20 |
| Kingstown     | St. Vincent und die Grenadinen | Arnos Vale Stadium       | 18.000    | 1. – 3. ODI         |
| Port of Spain | Trinidad und Tobago            | Queen’s Park Oval        | 25.000    | 2. Test             |
| Roseau        | Dominica                       | Windsor Park (Dominica)  | 12.000    | 3. Test             |
| St. George’s  | Grenada                        | Grenada National Stadium | 20.000    |                     |

## Kaderlisten
West Indies benannte seinen ODI-Kader am 6. März, den Twenty20-Kader am 24. März und den Test-Kader am 4. April 2012.
| Test | Test | ODI | ODI | Twenty20 | Twenty20 |
| West Indies | Australien | West Indies | Australien | West Indies | Australien |
| --- | --- | --- | --- | --- | --- |
| - Darren Sammy (K) - Dwayne Bravo (VK) - Adrian Barath - Carlton Baugh (wk) - Tino Best - Devendra Bishoo - Darren Bravo - Johnson Charles - Sunil Narine - Kieron Pollard - Kieran Powell - Dinesh Ramdin - Kemar Roach - Andre Russell - Marlon Samuels | - Shane Watson (K) - George Bailey - Daniel Christian - Michael Clarke - Xavier Doherty - Peter Forrest - Brad Haddin - Ben Hilfenhaus - David Hussey - Michael Hussey - Brett Lee - Nathan Lyon - Clint McKay - Peter Nevill (wk) - James Pattinson - Matthew Wade (wk) - David Warner | - Darren Sammy (K) - Dwayne Bravo (VK) - Carlton Baugh (wk) - Nkruma Bonner - Darren Bravo - Danza Hyatt - Johnson Charles - Fidel Edwards - Garey Mathurin - Sunil Narine - Kieron Pollard - Andre Russell - Marlon Samuels - Krishmar Santokie - Dwayne Smith | - George Bailey (K) - Shane Watson (VK) - Daniel Christian - Xavier Doherty - Peter Forrest - David Hussey - Michael Hussey - Brett Lee - Nathan Lyon - Clint McKay - Peter Nevill (wk) - James Pattinson - Matthew Wade (wk) - David Warner | - Darren Sammy (K) - Adrian Barath - Carlton Baugh (wk) - Devendra Bishoo - Kraigg Brathwaite - Darren Bravo - Shivnarine Chanderpaul - Narsingh Deonarine - Fidel Edwards - Kirk Edwards - Assad Fudadin - Ravi Rampaul - Kemar Roach - Kieran Powell - Shane Shillingford | - Michael Clarke (K) - Shane Watson (VK) - Michael Beer - Ed Cowan - Peter Forrest - Brad Haddin - Ryan Harris - Ben Hilfenhaus - Michael Hussey - Nathan Lyon - Peter Nevill (wk) - James Pattinson - Ricky Ponting - Peter Siddle - Mitchell Starc - Matthew Wade (wk) - David Warner |

## Tour Match
| 2. – 4. April Scorecard | Bridgetown | WICB President’s XI 201 (68.2) & 98 (33) | – | Australians 214-9d (64) & 87-2 (22.5) |
|                         |            | Australians gewinnt mit 8 Wickets        |   |                                       |

## One-Day Internationals

### Erstes ODI in Kingstown
| 16. März Scorecard | Kingstown | Australien 204-8 (50)          | – | West Indies 140 (32.2) |
|                    |           | Australien gewinnt mit 64 Runs |   |                        |

### Zweites ODI in Kingstown
| 18. März Scorecard | Kingstown | Australien 154-9 (40/40)                       | – | West Indies 163-5 (38.2/40) |
|                    |           | West Indies gewinnt mit 5 Wickets (D/L method) |   |                             |

### Drittes ODI in Kingstown
| 20. März Scorecard | Kingstown | Australien 220 (49.5) | – | West Indies 220 (49.4) |
|                    |           | Unentschieden         |   |                        |

### Viertes ODI in Gros Islet
| 23. März Scorecard | Gros Islet | West Indies 294-7 (50)          | – | Australien 252 (46.3) |
|                    |            | West Indies gewinnt mit 42 Runs |   |                       |

### Fünftes ODI in Gros Islet
| 25. März Scorecard | Gros Islet | Australien 281-9 (50)          | – | West Indies 251 (47.2) |
|                    |            | Australien gewinnt mit 30 Runs |   |                        |

Der west-indische Spieler Kemar Roach wurde auf Grund von absichtlichen physischen Kontakt mit dem Australier Brett Lee mit einer Geldstrafe belegt.

## Twenty20 Internationals

### Erstes Twenty20 in Gros Islet
| 27. März Scorecard | Gros Islet | West Indies 150-7 (20)           | – | Australien 153-2 (18.1) |
|                    |            | Australien gewinnt mit 8 Wickets |   |                         |

### Zweites Twenty20 in Bridgetown
| 30. März Scorecard | Bridgetown | West Indies 160 (19.4)          | – | Australien 146-9 (20) |
|                    |            | West Indies gewinnt mit 14 Runs |   |                       |

## Tests

### Erster Test in Bridgetown
| 7. – 11. April Scorecard | Bridgetown | West Indies 449-9d (153) & 148 (66.4) | – | Australien 406-9d (145) & 192-7 (47) |
|                          |            | Australien gewinnt mit 3 Wickets      |   |                                      |

### Zweiter Test in Port of Spain
| 15. – 19. April Scorecard | Port of Spain | Australien 311 (135) & 160-8 (61.5) | – | West Indies 257 (104.4) & 53-2 (11) |
|                           |               | Remis                               |   |                                     |

Der west-indische Coach Ottis Gibson wurde auf Grund von Kritik an der Nutzung des Decision Review System mit einer Geldstrafe belegt.

### Dritter Test in Roseau
| 23. – 27. April Scorecard | Roseau | Australien 328 (114.5) & 259 (85) | – | West Indies 218 (87.2) & 294 (96.3) |
|                           |        | Australien gewinnt mit 75 Runs    |   |                                     |

## Statistiken
Die folgenden Cricketstatistiken wurden bei dieser Tour erzielt.
| Tests                  | Tests       | Tests   | Tests   | Tests   | Tests   | Tests   | Tests   | Tests   |
| Batting                | Batting     | Batting | Batting | Batting | Batting | Batting | Batting | Batting |
| Spieler                | Mannschaft  | Spiele  | Innings | Runs    | Average | HS      | 100s    | 50s     |
| ---------------------- | ----------- | ------- | ------- | ------- | ------- | ------- | ------- | ------- |
| Shivnarine Chanderpaul | West Indies | 3       | 5       | 346     | 86,50   | 103*    | 1       | 3       |
| Michael Hussey         | Australien  | 3       | 6       | 219     | 36,50   | 73      | 0       | 1       |
| Matthew Wade           | Australien  | 3       | 6       | 198     | 39,60   | 106     | 1       | 0       |
| Shane Watson           | Australien  | 3       | 6       | 193     | 32,16   | 56      | 0       | 2       |
| Michael Clarke         | Australien  | 3       | 6       | 188     | 31,33   | 73      | 0       | 1       |
| Bowling                |             |         |         |         |         |         |         |         |
| Spieler                | Mannschaft  | Spiele  | Overs   | Wickets | Average | BBI     | 5W      | 10W     |
| Kemar Roach            | West Indies | 3       | 122     | 19      | 19,73   | 5/41    | 2       | 1       |
| Shane Shillingford     | West Indies | 2       | 154.4   | 14      | 26,14   | 6/119   | 1       | 1       |
| Nathan Lyon            | Australien  | 3       | 133.3   | 13      | 25,92   | 5/68    | 1       | 0       |
| Ben Hilfenhaus         | Australien  | 3       | 101     | 10      | 20,80   | 4/27    | 0       | 0       |
| Narsingh Deonarine     | West Indies | 3       | 70      | 9       | 21,55   | 4/53    | 0       | 0       |

| ODIs           | ODIs        | ODIs    | ODIs    | ODIs    | ODIs    | ODIs    | ODIs    | ODIs    |
| Batting        | Batting     | Batting | Batting | Batting | Batting | Batting | Batting | Batting |
| Spieler        | Mannschaft  | Spiele  | Innings | Runs    | Average | HS      | 100s    | 50s     |
| -------------- | ----------- | ------- | ------- | ------- | ------- | ------- | ------- | ------- |
| Kieron Pollard | West Indies | 5       | 5       | 222     | 55,50   | 102     | 1       | 0       |
| Michael Hussey | Australien  | 5       | 5       | 174     | 34,80   | 67      | 0       | 1       |
| George Bailey  | Australien  | 5       | 5       | 172     | 34,40   | 59      | 0       | 1       |
| Darren Sammy   | West Indies | 5       | 4       | 160     | 53,33   | 84      | 0       | 1       |
| David Warner   | Australien  | 5       | 5       | 160     | 32,00   | 69      | 0       | 1       |
| Bowling        |             |         |         |         |         |         |         |         |
| Spieler        | Mannschaft  | Spiele  | Overs   | Wickets | Average | BBI     | 5W      | 10W     |
| Sunil Narine   | West Indies | 5       | 47.5    | 11      | 14,45   | 4/27    | 0       | 0       |
| Kemar Roach    | West Indies | 5       | 46.3    | 11      | 20,45   | 3/53    | 0       | 0       |
| Xavier Doherty | Australien  | 5       | 45.2    | 11      | 22,00   | 4/49    | 0       | 0       |
| Shane Watson   | Australien  | 5       | 41      | 8       | 21,25   | 3/30    | 0       | 0       |
| Brett Lee      | Australien  | 5       | 43.4    | 8       | 28,50   | 3/42    | 0       | 0       |

| Twenty20s        | Twenty20s   | Twenty20s | Twenty20s | Twenty20s | Twenty20s | Twenty20s | Twenty20s | Twenty20s |
| Batting          | Batting     | Batting   | Batting   | Batting   | Batting   | Batting   | Batting   | Batting   |
| Spieler          | Mannschaft  | Spiele    | Innings   | Runs      | Average   | HS        | 100s      | 50s       |
| ---------------- | ----------- | --------- | --------- | --------- | --------- | --------- | --------- | --------- |
| Michael Hussey   | Australien  | 2         | 2         | 73        | 73,00     | 59*       | 0         | 1         |
| Dwayne Smith     | West Indies | 2         | 2         | 73        | 36,50     | 63        | 0         | 1         |
| Shane Watson     | Australien  | 2         | 2         | 69        | 34,50     | 69        | 0         | 1         |
| Johnson Charles  | West Indies | 2         | 2         | 61        | 30,50     | 37        | 0         | 0         |
| David Warner     | Australien  | 2         | 2         | 58        | 29,00     | 58        | 0         | 1         |
| Bowling          |             |           |           |           |           |           |           |           |
| Spieler          | Mannschaft  | Spiele    | Overs     | Wickets   | Average   | BBI       | 5W        | 10W       |
| Brett Lee        | Australien  | 2         | 7.4       | 5         | 10,60     | 3/23      | 0         | 0         |
| Daniel Christian | Australien  | 2         | 6         | 4         | 11,75     | 3/27      | 0         | 0         |
| Fidel Edwards    | West Indies | 1         | 4         | 3         | 7,66      | 3/23      | 0         | 0         |
| Marlon Samuels   | West Indies | 1         | 4         | 3         | 7,66      | 3/23      | 0         | 0         |
| Shane Watson     | Australien  | 2         | 8         | 3         | 14,00     | 2/26      | 0         | 0         |

## Player of the Series
Als Player of the Series wurden die folgenden Spieler ausgezeichnet.
| Serie | Player of the Series   |
| ----- | ---------------------- |
| Test  | Shivnarine Chanderpaul |
| ODI   | Kieron Pollard         |
| T20   | Shane Watson           |

### Player of the Match
Als Player of the Match wurden die folgenden Spieler ausgezeichnet.
| Spiel   | Player of the Match |
| ------- | ------------------- |
| 1. ODI  | George Bailey       |
| 2. ODI  | Sunil Narine        |
| 3. ODI  | Michael Hussey      |
| 4. ODI  | Kieron Pollard      |
| 5. ODI  | Darren Sammy        |
| 1. T20  | Shane Watson        |
| 2. T20  | Dwayne Smith        |
| 1. Test | Ryan Harris         |
| 2. Test | Kemar Roach         |
| 3. Test | Matthew Wade        |